# 格里爾峰
格里爾峰（英語：Greer Peak）是南極洲的山峰，位於瑪麗伯德地，處於威納峰北端，屬於福特山脈中登費爾德山脈的一部分，由美國探險隊繪入地圖，現時由南極條約體系管理。